# 심사정 필 산승보납도
심사정 필 산승보납도(沈師正 筆 山僧補衲圖)는 부산광역시 남구, 부산박물관에 있는 조선시대의 그림이다. 2012년 5월 17일 부산광역시의 유형문화재 제110호로 지정되었다.

## 개요
이 작품은 심사정이 명나라 고병(顧炳)이 1603년에 발간한 《고씨화보》(顧氏畵譜)에 있는 중국 명나라 화가 강은(姜隱)의 《보납도》(補衲圖)를 방작(倣作)한 그림이다. 유물의 상태는 전체적으로 양호하나, 화면 좌측 부분에 비단이 마모된 흔적이 넓게 나타나 있다.
다소 경사진 언덕에 세 갈래의 가지를 가진 늙은 소나무 한 그루가 있는데, 가지에는 푸른 솔잎들이 무성하게 자라고 있다. 소나무 우측 뒤에는 절벽이 솟아 있고, 좌측 하단으로는 시냇물이 아래로 힘차게 흘러가고 있다. 화면 중앙에는 한 승려가 소나무 둥치 위에 앉아서 가사를 꿰매고 있고, 그 앞에는 원숭이 한 마리가 장난을 치고 있는 듯 실을 길게 늘어뜨리고 있다.
심사정은 산승보납도에서 강은의 그림보다 노승이 자리한 공간을 좀 더 구체적으로 표현했다. 이를 위해 강은 그림에는 없던 절벽을 포치하고 계곡을 좀 더 부각시켰으며, 언덕과 절벽 곳곳에 붓 끝으로 붓질을 촘촘히 가해 우거진 풀숲을 묘사했다.
조선 후기 남종화가 정착·유행하는 데에 커다란 영향을 미친 심사정은 《개자원화전》, 《고씨화보》 등 중국에서 전래된 화보들을 학습하며 남종문인화 기법을 익혔다. 이후 심사정은 남종화 기법 위에 북종화 기법을 적극적으로 도입하여, 1760년 이후에는 두 화풍을 절충하고 이를 완벽히 소화해 본인 특유의 화풍을 창안했다. 이러한 심사정 화풍의 변화 양상을 고려할 때 북종화 수법이 거의 드러나 있지 않은 산승보납도는 남종화 기법을 열심히 수련했던 시기인 1750년을 전후한 때에 그려진 작품으로 추정된다.
산승보납도는 심사정이 원체화풍으로 그려진 강은의 《보납도》를 남종문인화풍으로 새롭게 그린 그림으로, 18세기에 풍미했던 남종화풍을 심사정이 '방작'을 통해 새롭게 해석한 작화(作畵)태도를 보여줄 뿐만 아니라, 당대 최고의 서화비평가였던 강세황의 화평이 있는 등 높은 가치를 지닌 작품으로 조선 후기 회화사 연구에 중요한 작품으로 평가된다.

## 같이 보기
- 심사정
- 강세황

## 참고 자료
- 심사정 필 산승보납도 - 국가유산청 국가유산포털